# 나를 불러줘 (텔레비전 프로그램)
《나를 불러줘》는 2021년 MBC every1에서 방송된 텔레비전 프로그램이다.